# Crossing the River
Crossing the River è il romanzo storico più famoso dello scrittore britannico Caryl Phillips (St. Kitts, 13 marzo 1958), che è stato pubblicato nel 1993 e nel 1994 ha vinto il James Tait Black Memorial Prize, il più antico premio letterario d'Inghilterra, ed è stato selezionato per il Booker Prize. Il Village Voice lo definisce una coraggiosa reinterpretazione della geografia e del significato della diaspora africana, mentre il Boston Globe afferma che Crossing the River tramanda in maniera eloquente una sofferta testimonianza di distruzione della vita dei neri.

## Introduzione alla trama
Crossing the River è un romanzo che tratta il tema della diaspora africana attraverso quattro racconti di due persone nere e due bianche, che vivono in epoche e continenti diversi. Alcuni di loro affrontano la separazione dalla loro terra d’origine, portando con sé il pesante retaggio della schiavitù. Nell'opera emerge molto chiaramente l'idea che tutti i neri coinvolti nella diaspora hanno le stesse origini ancestrali e travagliate in Africa. La prima sezione è ambientata negli anni '30 del 1800, ed è dedicata all'esperienza di Nash, un ex-schiavo che viaggia dall’America all’Africa per evangelizzare le popolazioni locali; la seconda sezione, ambientata nel diciottesimo secolo, narra di Martha, una vecchia donna che intraprende un viaggio verso la California nel tentativo di sottrarsi alle ingiustizie della schiavitù; nella terza sezione appare il capitano di una nave schiavista: James Hamilton; e infine nella quarta sezione l'autore racconta la storia di Joyce, una donna inglese che si innamora di Travis, membro dell’esercito statunitense recatosi in Inghilterra durante la Seconda Guerra Mondiale. La voce del narratore, un anziano contadino africano, apre e chiude il romanzo, facendo da cornice ai quattro racconti.

### Il titolo del romanzo
Il titolo Crossing the River ha una duplice valenza: si riferisce sia alla morte che alla liberazione. Il fiume è simbolo degli ostacoli che gli africani devono superare nella vita a causa della loro forzata migrazione, è un fiume di lacrime. Coloro che sopravvivono al trasferimento verso la loro nuova destinazione, impiegano il resto delle loro vite nell'affrontare le difficoltà dell'integrazione. La maggior parte però riesce solo ad attraversare il fiume e ad essere liberata dalla morte. A livello geografico, il titolo si riferisce all'attraversamento dell’Oceano Atlantico, del fiume Giordano, e del Mississippi.

## Trama
Il romanzo si apre con la voce del narratore, il quale spiega che ha dovuto vendere i suoi figli come schiavi perché il suo raccolto è scarso e si è ridotto in povertà. Tuttavia, i figli di cui parla non sono i personaggi, le cui storie sono narrate nel testo. Nash Williams, Martha Randolph e Travis sono metafore di questi figli venduti in schiavitù. Si potrebbe derivarne che il narratore non è il loro vero padre, ma piuttosto una specie di antenato onnisciente che ha “ascoltato i suoi figli negli ultimi duecentocinquanta anni”.
La storia di Nash è la prima ad essere introdotta, attraverso il punto di vista del suo padrone bianco Edward Williams, che lo ha liberato in modo che potesse andare in Liberia con l’associazione filantropica American Colonization Society per istruire i neri autoctoni. In seguito Edward riceve una lettera in cui gli viene comunicato che Nash è scomparso dal villaggio africano in cui stava insegnando, per questo decide di salpare immediatamente per l’Africa, e dopo molti giorni di ricerca, viene a sapere che Nash è morto a seguito di una malattia. Dopo la notizia, Edward è terribilmente turbato e il suo dolore aumenta ulteriormente quando scopre che il suo amato Nash non era il cristiano devoto che pensava fosse: molti fatti indicano invece un comportamento negativo da parte sua, come per esempio il suo assortimento di mogli autoctone. La fine del capitolo mostra Edward mentre fissa la baracca in cui ha vissuto Nash, e i nativi lo osservano, cercando di comprendere quello sconosciuto turbato e afflitto.
Successivamente viene raccontata la storia Martha Randolph, una vecchia donna che, dopo aver perso il marito e la figlia Eliza Mae al mercato degli schiavi, decide di scappare dai suoi padroni che si trovano nel sud degli Stati Uniti e di cercare libertà in California. Tuttavia, riesce solo a raggiungere il Colorado, quando il gruppo con il quale viaggia decide di abbandonarla perché lo rallenta. Una donna bianca offre a Martha un posto per la notte per ripararsi dal freddo intenso, ma non è abbastanza. Quando la donna ritorna da Martha il giorno dopo, questa è morta. La donna bianca ritiene di dover “sceglierle un nome, così da darle un seppellimento cristiano”, il che è ironico, dato che Martha odiava il fatto che le dessero un nuovo nome ogni volta che cambiava padrone, e anche perché non credeva in Dio.
La storia di Martha è seguita da quella del commerciante di schiavi James Hamilton, capitano della nave Duke of York. Il lettore conosce questo personaggio tramite le annotazioni sul suo diario di bordo e le lettere che scrive a sua moglie. Il capitano Hamilton scrive delle condizioni del tempo, dei suoi uomini e della sua condizione mentale. La sua è una vita dura e amara, e il fatto di essere un commerciante di schiavi lo prova molto sia a livello fisico, che psicologico.
Il capitolo finale è raccontato dalla prospettiva di Joyce, una donna bianca inglese. A seguito del matrimonio andato male, poiché il marito Len la picchia regolarmente, Joyce si innamora di Travis, un soldato di colore stazionato nei pressi del suo villaggio nello Yorkshire nel periodo della Seconda Guerra Mondiale. Joyce lavora in un negozio come commessa quando conosce Travis per la prima volta. I due intraprendono una relazione sentimentale, dalla quale nasce Greer. Joyce si vede costretta ad abbandonarlo dopo la morte di Travis sul campo di battaglia, perché sarebbe inaccettabile crescere da sola un bimbo di colore. Il capitolo si conclude con l'incontro di Joyce e Greer, ormai ventenne, il quale incontra la madre per la prima volta dopo essere stato cresciuto in un orfanotrofio.
Il libro si conclude con l'intervento del narratore, il quale offre un'opinione ottimistica, anche dopo che tutti i suoi figli sono morti, dicendo che nonostante "avesse ceduto i suoi amati figli questi erano arrivanti sull'altra riva del fiume, amati".

## Personaggi

### Personaggi principali
- Il narratore: è la voce di un vecchio contadino africano, che è stato costretto a cedere i suoi figli come schiavi perché il suo raccolto è rovinato. Con l'avanzare della storia, diventa chiaro che il narratore non è una persona, ma piuttosto la stessa Africa o forse una voce africana o un antenato, che piange la perdita dei figli che ha perso nella diaspora[5].
- Edward Williams: è un ricco possidente di piantagioni che crede che la schiavitù sia sbagliata, ma allo stesso tempo ne fa parte e la sostiene. Egli è un uomo cristiano, la cui vocazione consiste nell'evangelizzare i propri schiavi; i suoi preferiti per di più erano educati e mandati al college a sue spese. Inoltre, quelli che giudicava degni erano mandati in Liberia con l'American Colonization Society.
- Nash Williams: è lo schiavo preferito di Edward, il quale va in Liberia come missionario cristiano e lì trova la morte. In Liberia, cerca di fondare un insediamento cristiano ma fallisce quando cessano le comunicazioni e gli aiuti da parte del suo padrone. Infatti, senza l'aiuto di Edward, Nash smarrisce la strada e adotta molte delle usanze africane che prima aveva giudicato primitive e pagane. Nash muore di febbre alcune settimane dopo la sua ultima comunicazione con Edward, senza aver portato a termine la sua missione e senza poter tornare in America e vedere il suo vecchio padrone.
- Martha Randolph: è una schiava fuggitiva il cui scopo è quello di raggiungere la California e riunirsi con la figlia perduta. Purtroppo non riesce ad arrivare in California, ma si ferma in Colorado, dove muore assiderata. In punto di morte, Martha sogna di raggiungere la sua meta e di trovare la figlia, Eliza Mae.
- James Hamilton: è un mercante di schiavi e proprietario della nave Duke of York, le cui azioni contraddicono le credenze religiose. Egli è un uomo cristiano e crede che la schiavitù sia sbagliata, ma questo non lo dissuade dal praticarne l'attività. Tiene un diario in cui descrive le difficoltà del suo viaggio, e da cui il lettore accede ai suoi pensieri interiori.
- Joyce: è una donna bianca inglese, la quale rappresenta il progresso nell'abolire la discriminazione contro i neri. Si innamora di Travis, un soldato afroamericano e intraprende con lui una relazione amorosa mentre il marito Len è in prigione. L'etnia non è un problema per Joyce, e questo è sottolineato anche dal fatto che lei non fa mai menzione del colore di Travis.
- Travis: è un ufficiale nero dell'Esercito degli Stati uniti d'America in servizio all'estero. Si innamora di Joyce, la rispetta e la stima in un modo che lei non ha mai sperimentato. Egli è l'unico personaggio che incarna i valori cristiani senza ipocrisia o finzione. Viene trasferito in Italia, dove trova la morte, e lascia Joyce vedova con un figlio.

### Personaggi secondari
- Madison Williams
- Amelia Williams
- Charles
- Chester
- Lucy
- Eliza Mae
- Len
- La madre di Joyce

## Temi principali

### La separazione e il ritorno
Nel romanzo, la perdita e il dolore sono causati principalmente dalla separazione sia dalla terra d'origine che dalle persone amate. Nash, il prediletto di Edward Williams parte alla volta dell'Africa, dove poi, in seguito a una malattia muore e non riesce a far ritorno in America. Martha perde il marito e la figlia, venduti come schiavi al mercato, e nel tentativo di raggiungerli in California muore durante il viaggio. Travis è costretto a separarsi da Joyce per andare a combattere in Italia, dove poi perde la vita. Tutti i personaggi muoiono in terre a loro sconosciute, e questo suggerisce una visione più ampia: fin da quando gli africani sono stati sradicati dall'Africa, sono smarriti e si trovano in difficoltà nei loro nuovi contesti. Il narratore all'inizio e alla fine dell'opera, tuttavia, è ancora ottimista, e spiega che i suoi figli raggiungeranno comunque l'altra riva del fiume - la loro vera casa - se sono determinati a sopravvivere. Infatti Nash, Martha e Travis lottano, resistono e fanno di tutto per migliorare la loro condizione. Tutti questi personaggi inoltre si oppongono alle aspettative, secondo le quali i neri devono vivere sottomessi ed esaudire i desideri dell'uomo bianco, e così facendo, sono capaci di trovare l'altra sponda del fiume e radicarsi come semi di alberi nuovi.

### La contraddizione tra emancipazione e restrizioni
In Crossing the River è contraddittorio il fatto che, nonostante Nash, Martha e Travis siano "liberi", sono ancora limitati in molti modi. Ognuno di loro affronta la libertà appena ritrovata in maniera diversa: Nash accetta di andare in Africa come uno dei pochi uomini di colore liberi ed educati, ma in seguito viene limitato dalla propria visione del mondo -una visione molto simile a quella di un padrone di schiavi. A Martha, la libertà è data al prezzo della sua stessa vita, mentre scappa dai suoi padroni. Travis è libero, ma è comunque limitato da una cultura bianca che si rifiuta di accettare la sua relazione con una donna inglese. La libertà, quindi, più che aprire la loro visione del mondo, li ostacola ed è un ostacolo in più da superare prima di raggiungere l'altra sponda del fiume.

### Il Cristianesimo e la sua relazione con la moralità e l'ipocrisia
I cristiani in Crossing the River sono rappresentati in modo negativo. A molti dei personaggi di Phillips manca una fede, e la maggior parte di coloro che credono si comportano in modo ipocrita. Per esempio, Martha, uno dei personaggi principali, rinuncia a credere in Dio perché non riesce ad "immedesimarsi nelle sofferenze del figlio di Dio, paragonate con i suoi personali patimenti". Infatti, dopo la perdita del marito e della figlia e di tutto ciò che aveva di prezioso nella vita, perde completamente la fede in qualsiasi cosa, compresa la religione. I padroni di Martha, gli Hoffman, sono dei cristiani devoti e hanno la pretesa di redimere e illuminare l'anima nera di Martha. Gli Hoffman e la madre di Joyce (come anche Hamilton e Nash) hanno la pretesa di essere dei buoni cristiani. Tuttavia, nella realtà, i valori morali di questi personaggi sono tutt'altro che buoni. Cercano di imporre le loro credenze in persone che giudicano inferiori. Phillips sembra volerci dire che è sbagliato sradicare le persone dal loro paese d'origine e poi imporre loro un sistema di credenze che nemmeno i cosiddetti cristiani seguono essi stessi. Gli Hoffman, la madre di Joyce, Hamilton e Nash sono tutti degli ipocriti. Martha e Joyce stentano a trovare il loro posto in questo forzato sistema di credenze, proprio come gli africani stentano a trovare la loro strada in America o in qualsiasi altro posto in cui sono stati costretti ad andare dopo essere stati sradicati dalla loro terra natia. Travis sembra l'unica persona a mantenere la sua fede cristiana senza diventare un ipocrita; quando la madre di Joyce muore, chiede di poter dire una preghiera per lei e Joyce acconsente, ma non insiste mai affinché Joyce accetti la sua religione. Travis ha degli evidenti difetti - come è dimostrato dalla sua relazione amorosa con Joyce - ma non finge mai di essere qualcosa che non è.

## Rilevanza letteraria e recensioni
Crossing the River è stato tradotto in diverse lingue ed è apprezzato a livello internazionale per la sua rappresentazione delle realtà della diaspora africana. Il libro ha venduto centinaia di migliaia di copie dalla sua pubblicazione nel 1993 ed è divenuto una lettura obbligatoria nei programmi di molte università statunitensi. Sia accademici che critici di colore si sono entusiasmati alla visione profonda di Caryl Phillips per quanto riguarda le difficoltà affrontate dagli africani in una delle più grandi diaspore della storia.
L'Independent ha recensito l'opera dicendo che è densa di eventi ingegnosamente strutturati. Leggerla richiede molta concentrazione. Gli artifici letterari che Phillips usa sono caratteristici ed efficaci: le informazioni cruciali sono inserite nel testo in un modo indiretto, o rivelate tardi nella storia, così che ciò che prima rimaneva incompreso immediatamente acquisisce un senso. Il tono morale è alterato e distaccato, e il lettore è incline alla reinterpretazione.
Il New York Times afferma che, leggendo Crossing the River, si ha la percezione che il passato non muoia mai, che il passato non sia ancora passato. L'opera infatti gioca con i tempi, presentando una coerente e brillante visione di oltre due secoli di storia della diaspora africana.
La Kirkus Review elogia la scrittura misurata che evoca potentemente la realtà, di così vasta portata, della diaspora africana. Crossing the River è un capolavoro.
L'Entertainment Weekly commenta l'opera dicendo che Phillips racchiude l'essenza amara e indimenticabile della diaspora africana con ironia, eufemismi e geniale sinteticità.

## Allusioni e riferimenti ad altre opere

### Il discorso I Have a Dream di Martin Luther King Jr.
Il capitolo finale di Crossing the River ha un forte richiamo al discorso I Have a Dream di Martin Luther King. Il narratore menziona, nelle osservazioni di chiusura, il seguente brano: "Io ho un sogno, che un giorno, sulla rosse colline della Georgia, i figli degli antichi schiavi, e i figli degli antichi padroni di schiavi possano sedersi assieme al tavolo della fratellanza". Il narratore ha un tono di speranza, parla dei suoi figli Nash, Martha e Travis, e include anche Joyce. Infatti il narratore considera Joyce come una dei suoi figli, sebbene non condivida la stessa storia degli altri personaggi. Tuttavia, il narratore sogna il giorno in cui finalmente i bianchi e i neri si considereranno fratelli allo stesso modo. E poiché Joyce considera Travis come pari, il narratore vede in Joyce l'inizio della realizzazione del suo sogno, ed è per questo che la reputa sua figlia.

### La Capanna dello Zio Tom di Harriet Beecher Stowe
Phillips codifica alcuni elementi simbolici e narrativi tratti dall'opera La Capanna dello Zio Tom di Harriet Beecher Stowe, e li inserisce nel suo Crossing the River, che prende in considerazione diversi secoli e generazioni per evocare la frammentazione che ha caratterizzato l'esperienza della diaspora africana.
Crossing the river fa riferimento a La Capanna dello Zio Tom quando la schiava Eliza attraversa il fiume per scappare dal suo padrone. L'attraversamento del fiume significa anche il passaggio da questo, all'altro mondo. Questo si avvicina al desiderio dell'narratore di chiamare i propri figli dall'altra parte del fiume dopo la loro morte. Allo stesso modo del discorso di Martin Luther King, La Capanna dello Zio Tom unisce anche un altro aspetto della prospettiva storica afroamericana; perché, anche se il testo è stato scritto da una donna bianca, è stato essenziale nel risvegliare un sentimento antischiavista - anche in paesi lontani come l'Inghilterra. La Capanna dello Zio Tom ha contribuito in maniera considerevole alla causa degli afroamericani in tutto il mondo.
Phillips allude ulteriormente al romanzo quando chiama la figlia di Martha Eliza Mae; Eliza ed Eliza Mae sono infatti entrambe figlie perdute da molto tempo. Eliza alla fine incontra sua madre in Canada. Martha, al contrario, non riesce a ricongiungersi con la Eliza Mae. Attraverso la morte, Martha è finalmente capace di superare il dolore della sua vita e di "attraversare il fiume".

## Riferimenti storici

### Le Guerre Mondiali
Nella narrazione di Joyce viene menzionata la Grande Guerra, durante la quale perde il padre in campo di battaglia, il che spiega in parte la tristezza e l'ostilità della madre di Joyce in tutto il testo. Tuttavia, nel romanzo assume un valore molto più grande la Seconda Guerra Mondiale, dato che si sta svolgendo proprio durante il racconto di Joyce. Il testo menziona Adolf Hitler, le tessere annonarie, le Potenze dell'Asse, Benito Mussolini, Neville Chamberlain, Winston Churchill, i mezzi di guerra e anche la mancanza di prodotti d'igiene base, in questo modo il lettore ha una panoramica d'insieme con descrizioni dettagliate di quella situazione di guerra. Joyce menziona anche la sconfitta della Francia e la delusione nei volti delle truppe mentre apprendono la notizia. Ma soprattutto, la Seconda Guerra Mondiale si è presa le vite di sua madre e di suo marito Travis. La prima muore quando i tedeschi bombardano il suo paese perché ha uno stabilimento di produzione di acciaio, e il secondo muore in Italia, poche settimane prima della fine della guerra.

### L'American Colonization Society
Nel romanzo si fa riferimento anche alla American Colonization Society, quando Edward Williams manda Nash Williams in Liberia. L'ACS, anche conosciuta come l'American Society for Colonizing the Free People of Color in the United States, era un'associazione filantropica statunitense, che fu fondata nel 1816 come organizzazione nazionale impegnata nella promozione dell'emancipazione degli schiavi e degli insediamenti dei neri nell'Africa occidentale, in particolare in Liberia. Tale associazione aiutava gli ex-schiavi americani a ritornare nel loro continente d'origine.

## Premi e riconoscimenti
- 1993: James Tait Black Memorial Prize
- 1994: Selezionato per il Booker Prize
- 2012: Selezionato per Best of the James Tait Black[25][26]

## Adattamenti radiofonici
- Crossing the River, BBC Radio 3, 1985[27]